# Emittenti radiofoniche internazionali in lingua italiana
Nella tabella seguente sono riportate le emittenti radiofoniche, gli orari delle trasmissioni (UTC), le frequenze in (kHz), la località del trasmettitore e le zone servite delle trasmissioni radiofoniche internazionali in lingua italiana.

## Trasmissioni a diffusione locale

### Stazioni radiofoniche in lingua italiana
Elenco delle emittenti radiofoniche italiane all'estero con lo specifico scopo di servire la comunità italiana locale con notizie ed intrattenimento.
| Emittente          | Frequenza (kHz) | Frequenza (MHz) | Trasmettitore | Zone servite                | Anni      |
| ------------------ | --------------- | --------------- | ------------- | --------------------------- | --------- |
| Rete Italia        | 1593            |                 | Melbourne     | Australia                   | ?-oggi    |
| Rete Italia        | 1539            |                 | Sydney        | Australia                   | ?-oggi    |
| Rete Italia        | 1053            |                 | Brisbane      | Australia                   | ?-oggi    |
| Rete Italia        | 1629            |                 | Adelaide      | Australia                   | ?-oggi    |
| Rete Italia        | 657             |                 | Perth         | Australia                   | ?-oggi    |
| Rete Italia        | 1611            |                 | Darwin        | Australia                   | ?-oggi    |
| Radio Italiana 531 | 531             |                 | Adelaide      | Australia                   | 1975-oggi |
| Radio San Marino   |                 | 102.7 FM        | Monte Titano  | San Marino e area romagnola | 1992-oggi |
| LondonONERadio     | online          |                 | -             | Londra                      | 2015-oggi |
| RSI Rete Uno       | -               | Variabile       | -             | Svizzera                    | 1933-oggi |
| RSI Rete Due       | -               | Variabile       | -             | Svizzera                    | 1985-oggi |
| RSI Rete Tre       | -               | Variabile       | -             | Svizzera                    | 1988-oggi |
| Radio 3i           | -               | Variabile       | -             | Svizzera                    | 1987-oggi |
| Radio Ticino       | -               | Variabile       | -             | Svizzera                    | 1997-oggi |

### Programmi in lingua italiana
Elenco delle emittenti radiofoniche internazionali con dei programmi radiofonici in lingua italiana all'interno del proprio palinsesto.
| Emittente      | Programma         | Frequenza (FM in MHz) | Giorni    | Orario locale | Trasmettitore  | Zone servite         | Anni      | Note                                          |
| -------------- | ----------------- | --------------------- | --------- | ------------- | -------------- | -------------------- | --------- | --------------------------------------------- |
| Plains FM      | Cartolina         | 96.9                  | mercoledì | 19.30 - 20.00 | Christchurch   | Nuova Zelanda        | ?-oggi    |                                               |
| Planet FM      | Ondazzurra        | 104.6                 | domenica  | 11.20         | Auckland       | Nuova Zelanda        | ?-oggi    |                                               |
| Radiofabrik    | Radiofabrik Café  | 97.3, 107.5           | venerdì   | 19.06         | Salisburgo     | Salisburgo           | ?-oggi    |                                               |
| Near FM        | Radio Dublino     | 90.3                  | mercoledi | 21.30         | Dublino        | Irlanda              | 2013-oggi |                                               |
| CFBX           | Panorama Italiano | 92.5                  | lunedì    | 19.06         | Kamloops       | Canada               | ?-oggi    |                                               |
| Radio Fiume    | Giornale radio    | 104.7                 | lun - sab | 16.00         | Monte Maggiore | Alto Adriatico       | 1945-oggi |                                               |
| Radio Sarajevo | Radio Italia      | 90.2                  | mercoledì | 12.18         | Sarajevo       | Bosnia ed Erzegovina | 2020-oggi | Musica italiana; conduzione in lingua locale. |

## Trasmissioni a diffusione internazionale
Elenco di emittenti radiofoniche estere con all'interno del proprio palinsesto dei programmi radiofonici in lingua italiana, con lo specifico scopo di farsi ascoltare nel territorio italiano, accettando i rapporti d'ascolto degli ascoltatori e ricevendo una cartolina QSL o una eQSL come conferma.

### Onde medie
Per maggiori informazioni e aggiornamenti sulle radio private italiane, ascoltabili all'estero si consulti la nota in calce
| Emittente                         | Frequenza (kHz) | Stagionalità | Giorni         | Orario (UTC) | Trasmettitore       | Zone servite                                    | QSL  | Anni      |
| --------------------------------- | --------------- | ------------ | -------------- | ------------ | ------------------- | ----------------------------------------------- | ---- | --------- |
| Radio Capodistria                 | 1170            | Estiva       | tutti i giorni | 04:00-22:00  | Beli Križ Portorose | Slovenia, Istria croata e Italia Settentrionale | eQSL | 1949-oggi |
| Radio Capodistria                 | 1170            | Invernale    | tutti i giorni | 05:00-23:00  | Beli Križ Portorose | Slovenia, Istria croata e Italia Settentrionale | eQSL | 1949-oggi |
| Radio Tunis chaîne internationale | 963             | Invernale    | tutti i giorni | 14:03-15:00  | Tunisi Djedeida     | Parte dell'Italia e del Bacino del Mediterraneo | sì   | ?-oggi.   |
| Radio Tunis chaîne internationale | 963             | Estivo       | tutti i giorni | 13:03-14:00  | Tunisi Djedeida     | Parte dell'Italia e del Bacino del Mediterraneo | sì   | ?-oggi.   |
| Passate                           |                 |              |                |              |                     |                                                 |      |           |
| Radio Vaticana                    |                 |              |                |              |                     |                                                 |      | 1931-2016 |

### Onde corte
Orari validi per l'ora legale dal 30 marzo al 26 ottobre 2025
| Emittente                           | Frequenza (kHz) | Stagionalità     | Giorni         | Orario (UTC) | Trasmettitore                | Zone servite | QSL | Anni       |
| ----------------------------------- | --------------- | ---------------- | -------------- | ------------ | ---------------------------- | ------------ | --- | ---------- |
| Radio Romania Internazionale        | 5955            | Invernale        | tutti i giorni | 15.00-15.26  | Tiganesti                    | Europa       | Si  | 1952-oggi  |
| Radio Romania Internazionale        | 5955            | Invernale        | tutti i giorni | 17.00-17.26  | Tiganesti                    | Europa       | Si  | 1952-oggi  |
| Radio Romania Internazionale        | 5955 (DRM)      | Invernale        | tutti i giorni | 19.00-19.26  | Tiganesti                    | Europa       | Si  | 1952-oggi  |
| Radio Romania Internazionale        | 9520            | Estivo           | tutti i giorni | 14.00-14.26  | Tiganesti                    | Europa       | Si  | 1952-oggi  |
| Radio Romania Internazionale        | 5910            | Estivo           | tutti i giorni | 16.00-16.26  | Tiganesti                    | Europa       | Si  | 1952-oggi  |
| Radio Romania Internazionale        | 5910 (DRM)      | Estivo           | tutti i giorni | 18.00-18.26  | Tiganesti                    | Europa       | Si  | 1952-oggi  |
| Radio Cina Internazionale           | 7340, 7435      | Invernale        | tutti i giorni | 18:00-19:00  | Kashi                        | Europa       | No  | 1960-oggi  |
| Radio Cina Internazionale           | 7265, 7345      | Invernale        | tutti i giorni | 20:30-21:30  |                              | Europa       | No  | 1960-oggi  |
| Radio Cina Internazionale           | 15620           | Invernale        | tutti i giorni | 06:00-07:00  |                              | Europa       | No  | 1960-oggi  |
| Radio Cina Internazionale           | 7340, 7435      | estivo           | tutti i giorni | 17.00-18.00  | Kashi, Jimhua                | Europa       | No  | 1960-oggi  |
| Radio Cina Internazionale           | 7265, 7345      | estivo           | tutti i giorni | 20.30-21.30  | Urumqi, Kashi                | Europa       | No  | 1960-oggi  |
| Radio Cina Internazionale           | 17520           | estivo           | tutti i giorni | 06.00-07.00  | Kashi                        | Europa       | No  | 1960-oggi  |
| Voce della Turchia                  | 13655           | estivo           | tutti i giorni | 08:30-08:57  | Emirler                      | Europa       | Si  | ?-oggi     |
| Voce della Turchia                  | 11970           | invernale        | tutti i giorni | 09:30-09:57  |                              | Europa       | Si  | ?-oggi     |
| Radio Cairo                         | 9470            | estivo           | tutti i giorni | 18:00-19:00  | Abis                         | Europa       | Si  | ?-oggi     |
| Radio Cairo                         | 9470            | invernale        | tutti i giorni |              |                              | Europa       | Si  | ?-oggi     |
| Radiodifusión Argentina al Exterior | 15770           | estivo           | lunedì-venerdì | 12:00-13:00  | via WRMI relay in Okeechobee | Europa       | Si  | ?-oggi     |
| Radiodifusión Argentina al Exterior | 15770           | invernale        | lunedì-venerdì | 12:00-13:00  | via WRMI relay in Okeechobee | Europa       | Si  | ?-oggi     |
| Radio Vaticana                      | 15595           | invernale        | lunedì-sabato  | 07:00-07:10  | S. Maria Galeria             | Europa       | Si  | ?-oggi     |
| Radio Vaticana                      | 15595           | estivo           | lunedì-sabato  | 06:00-06:10  | S. Maria Galeria             | Europa       | Si  | ?-oggi     |
| I Love Italy (Voice of Italy)       | 15770           | estivo invernale | sabato         | 2100-2115    | via WRMI relay in Okeechobee | Europa       | Si  | 2018 -oggi |
| Passate                             |                 |                  |                |              |                              |              |     |            |
| Radio Londra                        |                 |                  |                |              |                              |              |     | 1938-1981  |
| Radio Svizzera Internazionale       |                 |                  |                |              |                              |              |     | 1935-2004  |
| Radio Sofia                         |                 |                  |                |              |                              |              |     | ?-1997     |
| Radio Budapest                      |                 |                  |                |              |                              |              |     | ?-2007     |
| Pars Today                          |                 |                  |                |              |                              |              |     | 1995-2022  |
| Radio Tirana                        |                 |                  |                |              |                              |              |     | ?-2021     |
| La Voce della Russia                |                 |                  |                |              |                              |              |     | 1929-2013  |
| La Voce della Grecia                |                 |                  |                |              |                              |              |     | ?-2017     |
| Adventist World Radio               |                 |                  |                |              |                              |              |     | 1979-2024  |